# One Wall Centre
One Wall Centre, también conocido como Sheraton Vancouver Wall Centre Hotel, es un rascacielos residencial de 48 plantas y 157,8 m de altura situado en el 1088 de Burrard Street, en Downtown Vancouver, Columbia Británica, Canadá. La torre fue diseñada por Perkins+Will Canadá, y completada en 2001. Consiguió ganar el Premio de Rascacielos Emporis al mejor nuevo rascacielos ese mismo año. En la actualidad es el tercer edificio más alto de Vancouver.

## Descripción
Las primeras 27 plantas del edificio contienen el Hotel Sheraton de cuatro diamantes. Las plantas 28, 29 y 30 contienen el Club Intrawest Resort; gestionado independientemente de Sheraton. Las 17 plantas restantes son condominios residenciales. La torre One Wall Centre, parte del complejo Wall Centre, es propiedad de Wall Financial Corporation y fue en gran medida idea de Peter Wall.

## Construcción
Para contrarrestar el posible balanceo armónico durante fuertes vientos, One Wall tiene un sistema de amortiguadores de masa en la última planta, que consiste en dos depósitos de agua de 230 000 l diseñados para que la frecuencia armónica del chapoteo del agua en los depósitos contrarreste la frecuencia del balanceo del edificio.
El exterior del edificio tiene dos tonos. El cristal de las plantas más bajas es oscuro, mientras que el de las plantas más altas es claro. Para convencer al Departamento de Planeamiento de Vancouver, que estaban preocupados de que la torre dominara el skyline de downtown, se acordó que tuviera una apariencia muy "clara" que pudiera confundirse con un cielo azul. Después de que se aprobara el diseño, se solicitó una pequeña modificación para cambiarlo por un cristal significativamente más oscuro, que fue aprobada por un funcionario de bajo nivel del departamento de planeamiento que aparentemente no se dio cuenta de la importancia de este cambio. Cuando se comenzó a colocar el cristal en el edificio, los urbanistas notaron que no correspondía el diseño que fue aprobado por el público y el departamento de planeamiento. Después de muchas acusaciones de un lado a otro en cuanto a la importancia de este cambio y si requiriría revisión pública, la ciudad aceptó transigir y permitió que el acristalamiento más bajo que ya estaba instalado fuera oscuro, pero exigió que el cristal de las plantas más altas fuera claro como se planeó originalmente.
El resultado final es un edificio de dos colores que muchos[¿quién?] consideran que sería más estimulante arquitectónicamente si se hubiera permitido un único cristal oscuro. Se rumorea que el dueño del hotel Peter Wall amenazó con cancelar la construcción si la ciudad le obligara a sustituir todos los paneles de cristal oscuro, por lo que se alcanzó un acuerdo donde solo la porción restante del edificio (un tercio de su altura) se cubriría con el típico cristal más claro "verde Yaletown", ahora común en las nuevas zonas de la ciudad. [cita requerida] El intento de mantener el color azul oscuro no acabó aquí; en el tercio más alto se instalaron persianas azul oscuro orientadas hacia fuera. Si todas las persianas estuvieran bajadas a la vez, el edificio tendría la pretendida apariencia azul oscura.
En 2010 el consejo de los dueños de la parte residencial de One Wall Centre consiguió la aprobación de un importante proyecto de sustitución de las ventanas de todas las unidades residenciales. Un efecto de empañamiento estaba poniendo en cuestión la seguridad a largo plazo de estas ventanas. El coste de esta sustitución está estimado en $6.5 millones.
El Sheraton Wall Centre necesitó una excavación de 23 m de profundidad (la excavación más profunda para un edificio en la ciudad antes del Living Shangri-La).
Según la edición de junio de 2004 de Elevator World, Richmond Elevator Maintenance Ltd. consiguió el contrato para suministrar los ascensores del edificio, uno de los primeros ejemplos de ascensores de tracción de esta empresa de ascensores locales. A pesar de que One Wall Centre fue el primer proyecto con ascensores de tracción de la compañía, la mayoría de los problemas que surgieron durante la construcción fueron mitigados. El edificio contiene diez ascensores, ocho de los cuales son de alta velocidad. El hotel es servido por cuatro ascensores de tracción de 1400 kg a 244 m/min, con un grupo de tres de uso público y un ascensor privado de acceso VIP. También hay dos ascensores de servicio del hotel con 1800 kg de capacidad cada uno y 213 m/min. Los apartamentos son servidos por dos ascensores, cada uno con capacidad para 1600 kg a 305 m/min. Hay también dos ascensores hidráulicos con cuerdas: el de 1400 kg sirve el aparcamiento de coches y el de 2300 kg sirve las plantas de recepción. Hay seis escaleras mecánicas instaladas por Fujitec.

## Galería de imágenes

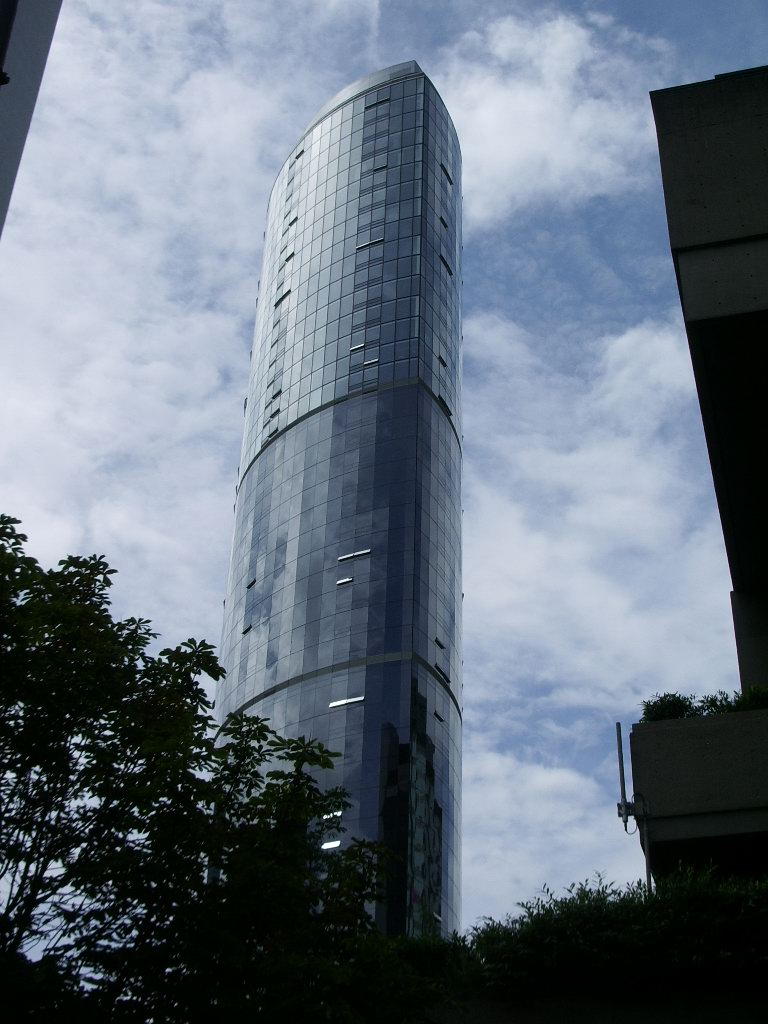
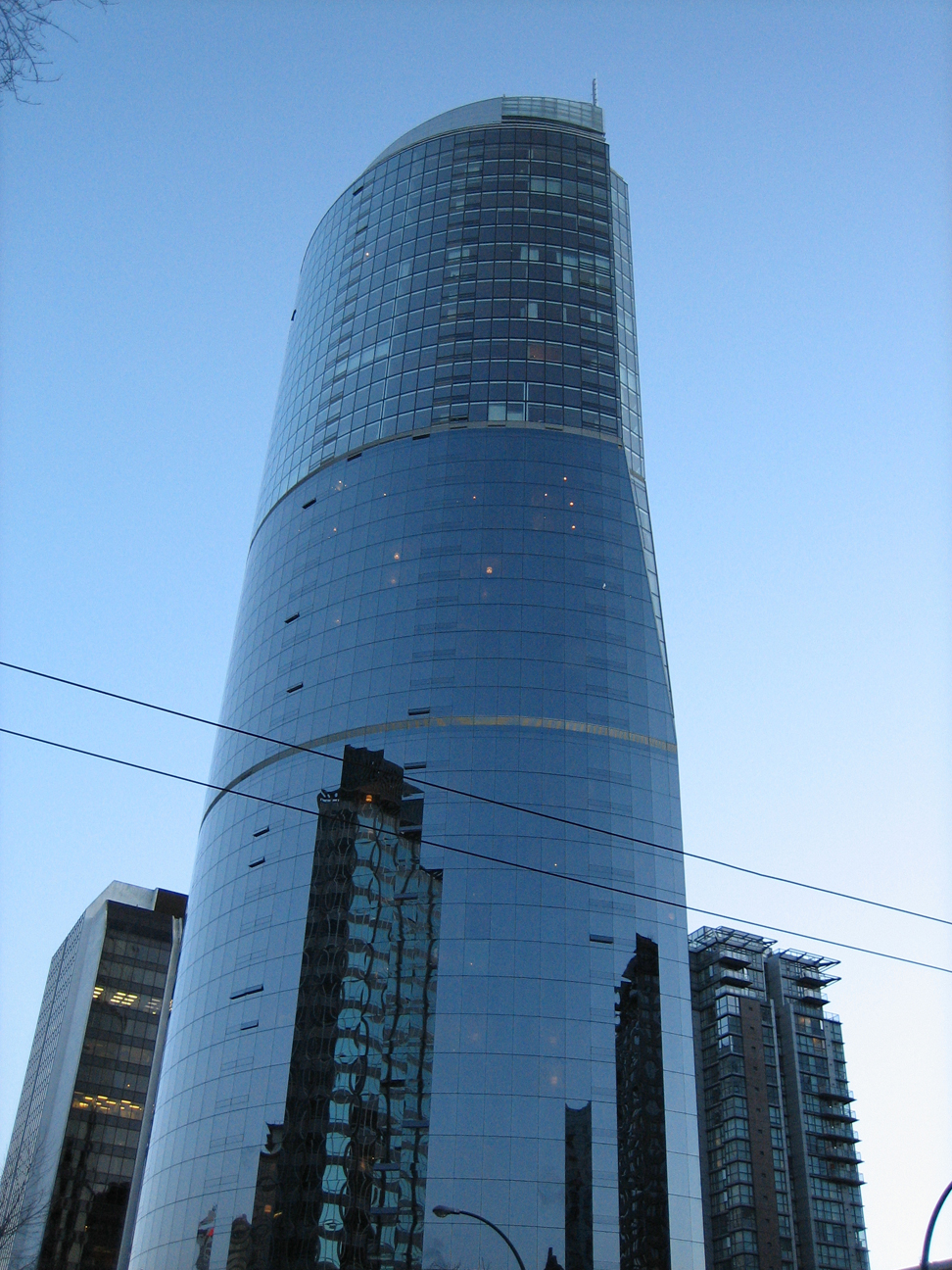
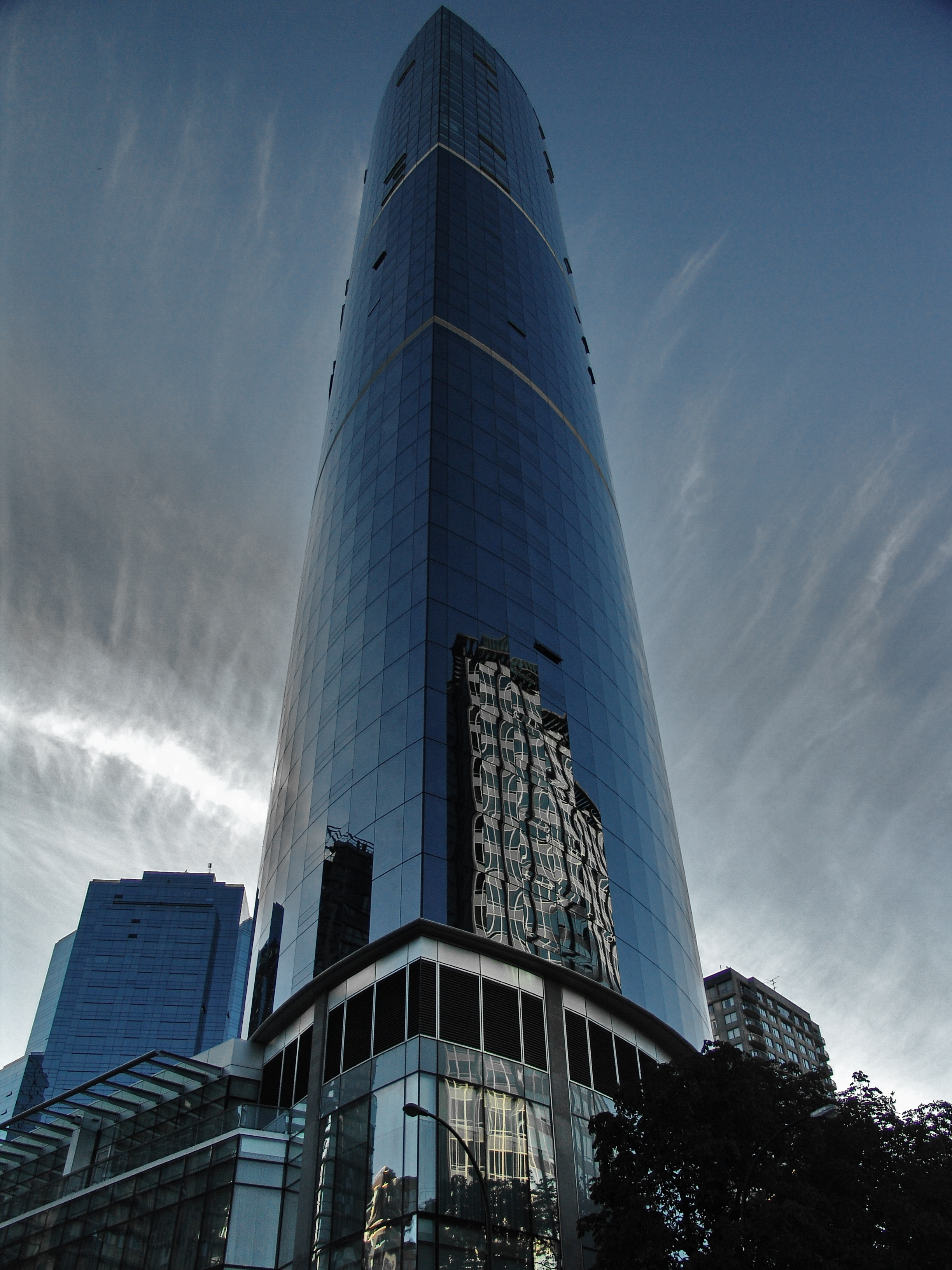